# Teucholabis (Teucholabis) fulvinota
Teucholabis (Teucholabis) fulvinota is een tweevleugelige uit de familie steltmuggen (Limoniidae). De soort komt voor in het Neotropisch gebied.